# ボブ・ウィルソン
ボブ・ウィルソン (Bob Wilson) は、SNKの対戦型格闘ゲーム『餓狼伝説』シリーズに登場する架空の人物。声優は森川智之。

## キャラクター設定
ブラジル生まれの陽気な黒人青年。飲食店『パオパオカフェ2号店』を任せるにふさわしい人材確保のために同地に来ていたリチャード・マイヤにスカウトされ、同店のマスターを務める。
格闘技はカポエラ。ボブはこのカポエラこそが最強の格闘技であるという信念を持っている。また、カポエラはボブの夢であり、貧困生活からの脱出という自身の願いの成就の好機をボブに与えた。
ボブの腕前と「自分にチャンスを与えて欲しい」と懇願する熱い想いを見て取ったリチャードは、ボブをパオパオカフェ2号店のマスターに起用する。ボブの陽気な性格と気配り上手な面も手伝い、パオパオカフェ2号店は連日大勢の客で賑わっている。
『餓狼伝説3』（以下『餓狼3』と表記）にて操作キャラクターとして初登場。以降『リアルバウト餓狼伝説』（以下『RB』と表記）シリーズ全てに出演している。
服装は素肌に緑色のチョッキを着用して、腰に緑色のバンダナを巻いた白いズボンを穿いている。ただし『リアルバウト餓狼伝説スペシャル』（以下『RBS』と表記）のみ、チョッキとバンダナの色が青に変更されている。
『餓狼3』のCPU戦ではボブとの対戦時に、相手がテリー・ボガード、アンディ・ボガード、ジョー・ヒガシ、不知火舞の場合はリチャードがボブを激励して去っていく演出がある。この4人以外のキャラクターが相手の場合、リチャードは現れない。
『餓狼3』のエンディングでは、パオパオカフェ2号店にて制服を着て仕事ぶりを見せており、客席にはテリー、アンディ、ジョー、舞、タン・フー・ルー、ダック・キング、キム・カッファン、ホンフゥ、ブルー・マリー、フランコ・バッシュ、アクセル・ホークの姿がある。なお、フランコとアクセルは顔を真っ赤にしてビールを飲んでいる。
師匠のリチャードを信頼しており、テリーのことは「素晴らしい格闘家」と評している。

## ゲーム上の特徴
長い足からリズミカルに繰り出される足技の数々で、相手に反撃の暇を与えず、接近した相手に怒涛のラッシュを叩き込む攻撃を得意とする。飛び道具は持たず、遠距離では何もできないため、接近戦に持ち込んで連続で攻撃を仕掛ける戦いがボブの基本戦法である。

## 技の解説
多くの技の名前に動物の名前が入っているが、これは動物好きが高じ、動物の動きをアレンジして自分の技に取り入れているため。

### クイックスウェー
シャーク
体を深くかがめて片足を前方高く振り上げる。

### 避け攻撃
ソードフィッシュ
体を画面奥側にかがめて蹴りを出す。避け攻撃で唯一必殺技キャンセルが可能。

### 特殊技
スライドヘッドバット
地面を滑るように踏み込みつつ体当たり（頭突き）を決める。ヒット効果は横滑りダウン。技の気絶値は15ポイントで、全キャラクター中最大の高さである。攻撃判定もかなり強く、ボブの技の中でもかなり強力である。『RBS』以降では「H.ヘッジホッグ」と入れ替わりに削除された。
ジャンプアンダーキック
空中で両足を揃えて下方に伸ばす。攻撃が当たると後方に跳ね返るが、このときに再度この技を出したり、通常のジャンプ攻撃を出すことも可能。『RBS』以降では技名が「イーグルステップ」に変更された。
ボブサマー
起き上がる瞬間にコマンドを入力すると、ボブは足を振り上げつつ高く飛び上がり、足を抱えて後方に着地する。モーション自体は必殺技の「バイソンホーン」と同じ。攻撃回数は1回で、相手の体力を削る能力はなく、空中ガードでも防がれる。なお、相手の攻撃の動作中にこの技を決めると、ダメージが2倍になるという特殊な性質を持つ。『RBS』以降では技名が「フライングフィッシュ」に変更された。
H.ヘッジホッグ
『RBS』以降での技。「スライドヘッドバット」と同質の技で、踏み込んで頭突きを決める。前方ダッシュ中にコマンド入力することで出せる。

### 通常投げ・追加技
ファルコン
相手の体を掴んで膝蹴りの一撃を決める。ここから追加入力をすることにより、吹き飛んだ相手に続けざまに攻撃を決めることが可能。
リンクスファング
通常投げの「ファルコン」を決めた直後に追加入力することで出せる追加技の1つ。膝蹴りを叩き込んだ直後にコマンドを入力すると、地面に倒れた相手に片足を振り下ろす。なお、『RB』ではダウン中の相手に対する追い討ち攻撃に変更されており、「ファルコン」→「ホーネットアタック」→「リンクスファング」まで決めることが可能。
ホーネットアタック
通常投げの「ファルコン」を決めた直後に追加入力することで出せる追加技の1つ。膝蹴りを叩き込んだ直後にコマンドを入力すると、吹き飛んでいる空中の相手に逆立ち状態からの浴びせ蹴りを決める。攻撃は2ヒットし、「リンクスファング」よりもダメージが大きい代わりにコマンド入力は難しい。
フロッグハンティング
『RBS』にて追加された、「ホーネットアタック」からの追加技。吹き飛んだ相手に両足を揃えての蹴り技を叩き込んで相手をダウンさせる。コマンド入力は難しく、「ファルコン」からの一連のコマンドを一気にすばやく入力しないと失敗する。決まったあとはボブ自身も地面に倒れる。

### コンビネーションアーツ
『餓狼3』におけるボブのコンビネーションアーツは、「アングリーウルフ」「ラッシュホーン」「ポイズンファング」や「ワイルドキャット」の4つである。「ワイルドキャット」は1発目の攻撃が当たりさえすれば、最後まで出すことができる。

### 必殺技
バイソンホーン
技のモーション自体は「ボブサマー」と同じ。その場で片足を前方に出し、当たった相手の体に乗っかるように攻撃しつつ飛び上がり、足を抱えて後方に着地する。攻撃の弱強、1発目の攻撃が当たったかどうかで、技の動作や攻撃回数が変化する。弱は2発目で相手を蹴り飛ばし、強はさらにもう1発蹴って後方に飛んで着地する。ガードされるか、技自体が空振りした場合、ボブはジャンプ弱キックと同じモーションで相手を蹴り上げたあとに後方に着地する。
ローリングタートル
逆立ち状態で両腕を組み、頭を軸にして両脚を広げて回りながら攻撃する。動作中はレバーで前後移動が可能。弱は最大5ヒットし、ヒット効果はのけぞり。一方の強は、ヒット数は1だが一発の威力が高く、食らった相手を錐揉みダウンさせる。『RBS』では弱のみとなった。技の攻撃判定はボブが横向きになった瞬間のみ発生する。
ワイルドウルフ
体を捻って側転しつつ足を振り下ろす。攻撃判定は3回出現し、3発目の蹴りはしゃがみガード不能となっている。威力と得点は弱よりも強のほうが高く、より前方へ大きく進むぶん隙も大きくなる。
モンキーダンス
『RB』で追加された技で、斜め前方へ飛び上がりつつ連続で蹴り上げていく。攻撃は3ヒットし、主に連続技に組み込む。
サイドワインダー
『RBS』で追加された技で、低姿勢で地を這いつつ高速で蹴りを出す。立ちガード不能。強の「ローリングタートル」と同じ感覚で使用できる。
ジャガーラッシュ
PlayStation版『RBS』のみ使用する隠し技。通常投げ「ファルコン」の追加技で、蹴りのラッシュをかける技。
この技から4種類の派生技（「ショートホーン」、「アリゲーターテイル」、「グレイトベア」、「ヘッドバット」）がある。

### 超必殺技・潜在能力
デンジャラスウルフ（超必殺技）
『餓狼3』以降、シリーズ全てで使われている超必殺技。足から光の軌跡を発しつつ、連続で側転攻撃を繰り出す。「ワイルドウルフ」よりも動作が速く、1回転で4回攻撃し、3発目と4発目は「ワイルドウルフ」と同様にしゃがみガード不能。3回転すると技は終了する。
デンジャラスウルフ（潜在能力）
『餓狼3』におけるボブの潜在能力。通常の「デンジャラスウルフ」よりも移動速度がさらに速く、攻撃値は全て一定となっている。3回転したあとはとどめの一撃として、飛び上がりつつ相手を蹴り飛ばす。このとき、ボブの体に残像が付く。
マッドスピンウルフ
『RB』で追加された潜在能力で、『RBS』にもある。その場で体を高速回転させ、ボブの足に触れた者を猛烈な蹴りの嵐に引きずり込む。地上での通常技をキャンセルして出すか、コンビネーションアタックの一撃で空中に吹き飛ばした相手への追撃手段として使用するのがもっとも安定する。この技の最中に強パンチボタンを連打すると、追加攻撃の「ウルフファング」が出る。
ウルフファング
「マッドスピンウルフ」の最中に強パンチボタンを連打すると出る技で、技の最後にストレートキックを叩き込んで相手を蹴り飛ばす。『RBS』ではこれが削除された。

ダンシングバイソン
『リアルバウト餓狼伝説2』でのみ使用する潜在能力。低位置の横蹴りから、ジャンプして連続回し蹴りを繰り出す。

## その他
『餓狼3』のボブのステージ背景の画面左側にはコックが座って試合を観戦しているが、その左隣には椎拳崇、右隣には草薙京がいる。
『ザ・キング・オブ・ファイターズ』シリーズでは、『'97』と『2002』のステージ背景に登場している。また、『XI』の餓狼チームのエンディング、『XIV』の女性格闘家チームのエンディングにも登場している（なお、『XIV』の女性格闘家チームのエンディングでパオパオカフェに来店していた舞とマリーを含む女性格闘家たち、テリー、アンディ、リョウ・サカザキの3名によって、勝手に食べ放題ということにされて店の料理を食い尽くされる）。
『KOF MAXIMUM IMPACT』シリーズには出演していないが、リチャードの隠しコスチュームとしてボブの店長服姿がある。